# David Littmann
David Littmann, MD, (28 de julho de 1906 – 1 de janeiro de 1981) foi um cardiologista americano nascido em Chelsea, Massachusetts (filho dos imigrantes ucranianos, Issac Litman e Sadie Zewat Litman ) e professor da Harvard Medical School (HMS) e pesquisador. O nome Littmann é bem conhecido no campo da saúde pela patente do estetoscópio Littmann, conhecido por suas performances acústicas para ausculta.
Com a ajuda de Gus Machlup e o Dr.David, Littmann fundou a Cardiosonics, Inc. para vender seus estetoscópios. Naquela época, a linha estetoscópios consistiu de dois modelos principais, estetoscópio do médico eo estetoscópio da enfermeira.
3M adquiriu a empresa estetoscópio em 1 de Abril de 1967, e contratou Dr. Littmann como consultor. 3M produz atualmente os estetoscópios da marca Littmann. 